# Tunica (Mississippi)
Pour les articles homonymes, voir Tunica.
Tunica est une ville du comté de Tunica, dans l'État du Mississippi, aux États-Unis.

## Source
- (en) Cet article est partiellement ou en totalité issu de l’article de Wikipédia en anglais intitulé « Tunica, Mississippi » (voir la liste des auteurs).